# Jaime Peters
Jaime Peters (* 4. Mai 1987 in Pickering, Ontario) ist ein kanadischer Fußballspieler, der seit seinem Engagement bei Ipswich Town vereinslos ist.

## Karriere
Peters spielte in seiner Jugendzeit für den deutschen Klub 1. FC Kaiserslautern. 2005 schloss er sich dem englischen Zweitligisten Ipswich Town an, zuvor lehnte er unter anderem ein Angebot für das Reserveteam des FC Chelsea ab. Bei Ipswich blieb Peters bislang meist unberücksichtigt, lediglich in der Saison 2006/07 kam er regelmäßig zum Einsatz, in den Spielzeiten 2007/08 und 2008/09 absolvierte er insgesamt nur acht Ligapartien für Ipswich und wurde daher Anfang 2008 für ein halbes Jahr an den Drittligisten Yeovil Town und Anfang 2009 für einen Monat an den Viertligisten FC Gillingham verliehen. 

## Nationalmannschaft
Peters durchlief sämtliche kanadischen Auswahlteams und gehörte insbesondere bei der U-20-Auswahl jahrelang zu den Stammkräften. 2005 und 2007 gehörte er zum Aufgebot der U-20 bei den Junioren-Weltmeisterschaften in den Niederlanden und Kanada. Beide Male schied das Team nach der Vorrunde aus. Bereits 2005 stand er zudem als jüngster Spieler im Kader der kanadischen A-Nationalmannschaft für den CONCACAF Gold Cup und wurde von Trainer Frank Yallop in allen drei Vorrundenpartien eingewechselt. Sein Länderspieldebüt gab er bereits 17-jährig in einem WM-Qualifikationsspiel gegen Guatemala. 2009 nahm er erneut am CONCACAF Gold Cup teil.